# Ирландское восстание (1641)
Ирландское восстание 1641 года началось как локальный бунт в ирландской католической общине, но переросло в полноценное национально-освободительное восстание против англичан, став частью Английской буржуазной революции XVII века. Бунт был вызван конфискацией земель и колониальным поглощением Ирландии, осуществлявшимися английской монархией при Тюдорах и первых Стюартах.
В 1640 году Карл I созвал Долгий парламент, с которым у него сразу возник конфликт. После этого король начал расширенный набор в ирландскую армию, состоявшую в основном из англичан-католиков, чаще всего выходцев из англо-ирландских семей.
В ответ на это Долгий парламент, а также парламент Шотландии решили высадить свою армию в Ирландии.
Когда слухи об этом дошли до Ирландии, то небольшая группа местных католиков составила заговор с целью захватить Дублинский замок, самые важные города и форты по всей Ирландии, объявить о верности королю и предотвратить вторжение парламентских сил. Заговор возглавили богатые ирландские землевладельцы Фелим О’Нил, Рори О’Мур и Коннор Макгуайр.
Восстание было намечено на 23 октября 1641 года, но перед этой датой один из посвящённых в заговор, Оуэн О’Конноли, выдал заговорщиков. Коннор Макгуайр и ещё один заговоршик, Хью Ог МакМагон, были арестованы, а прочие успели сбежать.
Однако Фелим О’Нил поднял восстание в графствах Арма, Тирон, Фермана и 24 октября 1641 года в городе Данганнон издал прокламацию о том, что восстание направлено не против короля, а против парламента. Затем армия повстанцев численностью примерно в 8000 человек продвинулась к Лиснагарви и осадила его. 21 ноября была осаждена крепость Дроэда, а 29 ноября отряд повстанцев разбил у Джулианстауна английский отряд Патрика Уэмисса численностью 600 солдат и 50 кавалеристов.
Восстание возглавляли феодалы и католическое духовенство (помимо прочего, противопоставлявшее себя протестантской Англии и бывшее символом борьбы за веру для крестьян, участвовавших в бунте). К ним присоединилась старая англо-ирландская знать, понимавшая, что ее позициям угрожает приток новых колонистов. Цели борьбы были выдвинуты умеренные: веротерпимость как гарантия безопасности земель и имущества католиков, возврат конфискованных земель (или их части), прекращение произвола английских властей. Восстание было осложнено для его участников тем, что эти мягкие требования были выдвинуты представителями англо-ирландской знати, в то время как коренные ирландцы требовали более решительных действий.
Во многих местах имело место жесточайшее избиение английских колонистов и протестантов. Хроники свидетельствуют, что в графстве Арма мятежники выгнали на мост сотни мужчин женщин и детей, а потом сбросили их в воду реки Банн. Тех же, кто доплывал до берега, убивали там. Современные исследователи полагают, что в ходе восстания погибло около 20 процентов населения, до 4000 человек.

## Одиннадцатилетняя война
В октябре 1642 восставшие образовали своё государство — Католическую федерацию Ирландии. Конфедерация смогла установить связи с папой римским и католическими странами, что привело к использованию её в реакционных целях последних. В 1643 Конфедерация заключила перемирие, а в 1646 году — мир с английским королём Карлом I, возобновленный затем в 1649 году; эта измена знати и духовенства дала возможность англичанам полностью завоевать страну и превратить её в колонию Англии. Однако у повстанцев были причины предполагать, что Карл играет на их стороне: такое впечатление на них произвели распри короля с палатой общин. Парламент считал Карла слишком мягким по отношению к католикам, по настоянию парламента был казнен наместник короля в Ирландии граф Стаффорд. Сам же Карл тоже готов был рассматривать Ирландию как потенциального союзника в борьбе с парламентом.
В августе 1649 года в Ирландии высадились английские войска под командованием Оливера Кромвеля. Войска осуществили массовые земельные конфискации, способствовали созданию новой земельной аристократии, в 1660 году ставшей опорой для реставрации монархии в самой Англии.